# Emily Greene Balch
Emily Greene Balch, född 8 januari 1867, död 9 januari 1961, var en amerikansk akademiker, författare och pacifist som mottog Nobels fredspris 1946 tillsammans med John Mott. Hon var bland annat verksam inom Internationella kvinnoförbundet för fred och frihet.
Balch var från 1903 professor i nationalekonomi och socialvetenskap vid Wellesley College men tvingades 1918 lämna befattningen då hon motarbetade USA:s inträde i första världskriget. Hon deltog i flera statliga och kommunala kommittéer för yrkesutbildning, immigration, barnavård, minimilöner med mera. Hennes arbete hade alltid en internationell profil. Ett mer direkt fredsarbete utförde Balch som medlem i Internationella kvinnoförbundet för fred och frihet, där hon var en av Jane Addams närmaste medarbetare. Hon deltog vid förbundets instiftande i Haag 1915, blev dess första internationella sekreterare och organiserade centralbyrån i Genève. 1936 efterträdde hon Jane Addams som föreningens hedersordförande.
Balch var 1915 en av de delegater, som till de skandinaviska och ryska regeringarna överlämnade Haagkonferensens fredsvädjan, och 1916 besökte hon Stockholm som en av delegaterna för Fords fredsexpedition. 1930 sändes Balch till Palestina för att medla i konflikten mellan sionister och araber, och försökte därefter verka för en opolitisk sionism. Hon försökte vinna stöd för internationalisering av sjövägar och luftrum, bland annat genom påverkan på Nationernas Förbund. Under andra världskriget arbetade hon bland annat för flyktingars asylrätt i USA. Efter kriget försökte hon förmå den amerikanska fredsrörelsen att stödja Förenta Nationerna.
Balch var kväkare och tillhörde den internationella exekutivkommittéen 1917–1937. Bland Balchs skrifter märks Public assistance of the poor i France (1893), Our Slavic fellow citizens (1910), Women at the Hauge (1915, tillsammans med Jane Addams och Alice Hamilton), Approaches to the great settlement (1918) och Occupied Haiti (1927). 1941 utgav hon diktsamlingen Miracle of living.
Nedslagskratern Balch på planeten Venus är uppkallad efter henne.